# Stigmella lepida
Stigmella lepida  (лат.) — вид молей-малюток рода Stigmella (Nepticulinae) из семейства Nepticulidae, найденный на высоте 3020 м над уровнем моря в Перу в провинции Калька, в городе Писак.

## Описание
Принадлежит к группе видов Stigmella expressa. Сочетание длинного винкулума с крупными латеральными лопастями, гнатоса с двумя ползучими отростками, двух крупных апикальных отростков вальвы, транстиллы с длинными сублатеральными отростками и двух крупных рогов в гениталиях самца отличает Stigmella lepida от всех остальных родственных видов. Растение-хозяин Acalypha aronioides также делает этот вид отличительным. Описан по мужскому голотипу (самка пока не описана). Название вида происходит от латинского lepidus (хороший, красивый) в связи с яркими золотисто-кремовыми передними крыльями с неравномерными крапинками черно-коричневой чешуи. 

### Тело
Длина переднего крыла около 2,6 мм; размах крыльев 5,7–5,8 мм.
Серо-кремовые щупики на голове; лобный хохолок на лбу от буровато-коричневого до бежевого; цвет желтовато-кремовый; черешок желтовато-кремовый с некоторыми бледно-коричневыми и коричневыми чешуйками; антенна немного длиннее половины длины переднего крыла; жгутик с 29–30 члениками, сверху серо-коричневый с пурпурной радужностью, снизу серовато-кремовый. Грудь, тегула и переднее крыло золотисто-кремового цвета, неравномерно испещрённые коричневыми или чёрно-коричневыми чешуйками; бахрома от серовато-кремового до серого; нижняя сторона переднего крыла тёмно-серо-коричневая, без пятен и андроконий. Задние крылья от бледно-серо-коричневых до серых со светло-фиолетовой радужностью на верхней и нижней сторонах, без пятен и андроконий; его бахрома от бледно-серо-коричневого до серого цвета. Ноги сверху от серых до тёмно-серых, снизу буровато-кремовые. Брюшко буровато-серое с ярко-пурпурной радужностью на верхней стороне и от серовато-кремового до кремового на нижней стороне; генитальные пластинки от серовато-кремовых до кремовых; анальные пучки очень короткие, нечёткие, серовато-кремовые.

### Гениталии самца
Длина капсулы больше (260 мкм), чем её ширина (150 мкм). Винкулум с длинной вентральной пластинкой и крупными латеральными лопастями. Ункус с четырьмя маленькими лопастями. Длина капсулы намного больше (260 мкм), чем ширина (150 мкм). Винкулум с длинной вентральной пластинкой и крупными латеральными лопастями. Гнатос с двумя каудальными отростками и угловатой пластинкой. Вальва 130–135 мкм длины, 50–60 мкм ширины, с двумя очень крупными вершинными отростками и слегка выпуклой внутренней лопастью; транстиллы с очень длинными сублатеральными отростками. Юкста перепончатая, неотчётливая. Эдеагус длиной 265 мкм, шириной 55–70 мкм; весика с двумя крупными рогами.

### Гусеница
Гусеницы питаются растением Acalypha aronioides. Личинки минируют листья в октябре вместе с другими видами, например Stigmella acalyphae. Листовые мины этих двух видов похожи и поэтому при полевых работах были перепутаны. Имаго появляются в ноябре. Биология неизвестна